# Pedostibes kempi
Pedostibes kempi és una espècie de gripau de la família dels bufònids. Només es coneix a partir de dos sintips capturats, en els que es diu: "sobre Tura... a 2.500 peus (762 metres d'altitud)", al nord-est de l'Índia, a les Muntanyes Garo (Meghalaya). Es desconeix la seva abundància.
Es tracta d'una espècie arborícola pròpia de boscos semi-perennifolis. Es desconeix la seva ecologia i reproducció, encara que probablement es reprodueix en rierols, on es crien les larves.